# Scooby-Doo (postava)
Scooby-Doo je animovaná postavička mluvícího psa, který se svou partou lidských kamarádů (Daphne, Shaggy, Velma a Fred) snaží přijít na kloub nejrůznějším záhadám. Objevuje se v americké animované sérii Scooby-Doo, v několika hraných filmech a počítačových hrách.

## Popis a povaha
Scooby je hnědý pes středního vzrůstu s černými fleky (doga). Má na sobě světle modrý obojek se svými iniciálami. Scooby-Doo je veselý, ale velmi ustrašený pes. Má také velmi rozvinutou chuť k jídlu. Jeho nejoblíbenějším pokrmem jsou Scoobyho keksy. Je nejlepším přítelem Shaggyho.

## Seznámení
Vše to začalo, když si Scoobyho nikdo nechtěl v útulku koupit. Jednou omylem vypadl z přepravní dodávky která převážela zvířata. Scooby se v cizím prostředím moc neorientoval a tak se stalo že zabloudil na hřbitov. Tam uviděl, jak duchové vylézají z hrobů. Scooby se bál a proto utekl k domu, kde bydlel Shaggy. Shaggymu se Scooby zalíbil, proto se rozhodl, že si ho nechá. Další den vzal Scoobyho s sebou do školy. Tam se při nehodě, ze které byl obviněn, seznámil s ostatními členy jejich party.

## Dabing

### Americký dabing
- Don Messick (seriály a filmy z let 1969-1994)
- Frank Walker (seriály a filmy z let 2002-?)

### Český dabing
- Pavel Rímský
- Miroslav Saic
- Jiří Knot
- Tomáš Racek